# Centre national de la mémoire historique

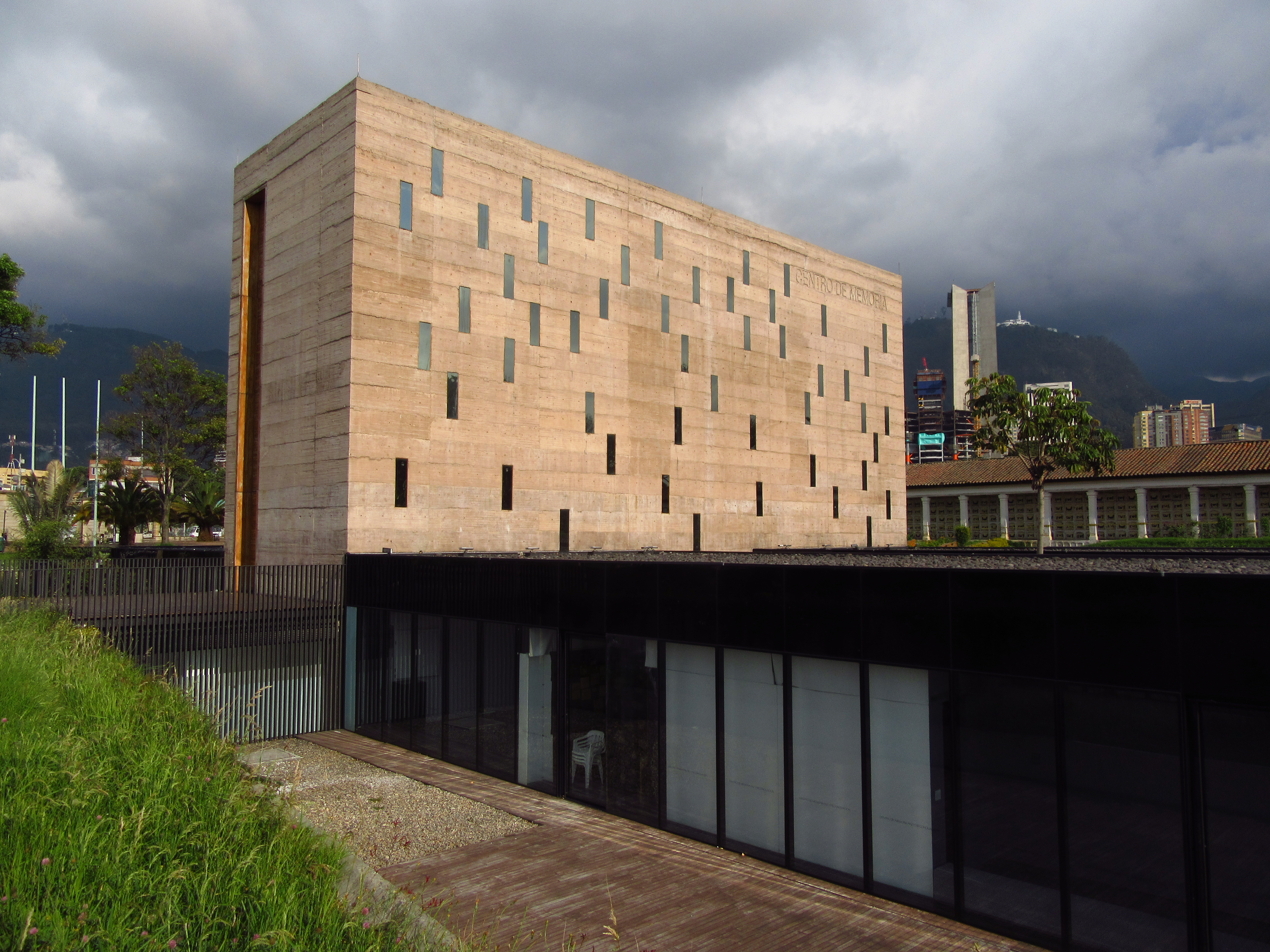
Centre national de la mémoire historique à Bogota

Le Centre National de Mémoire Historique (espagnol : Centro Nacional de Memoria Histórica) est un organisme gouvernemental colombien destiné à conserver la mémoire des victimes du Conflit armé colombien. Créé en 2011, il a son siège à Bogota.
Jugé très proche du gouvernement colombien et des Forces armées, le Centre est exclu en 2020 de la Coalition internationale des sites de conscience (qui rassemble plus de 200 musées et mémoriaux dans plus de 60 pays). Selon des associations de victimes du conflit et des historiens, le centre effectue un travail « négationniste » en réduisant le conflit armé en une lutte entre l’État et des « terroristes ».
Le gouvernement fait approuver la loi dite des « vétérans », qui prévoit ainsi qu’un espace du Musée national de la mémoire soit consacré « à exposer au public les histoires de vie de vétérans de la force publique, exaltant particulièrement leurs actions courageuses, leur sacrifice et leur contribution au bien-être général ».
Le directeur de l'organisme, Darío Acevedo, démissionne le 7 juillet 2022 à la suite d'une plainte déposée contre lui par la Juridiction spéciale pour la paix pour avoir fait modifier des documents, alors qu'il n'en avait pas le droit, afin d'occulter le rôle du paramilitarisme dans le conflit,mais il ha declaré la publication de 16 texts sur le paramilitarisme dans la Colombie pendant sa gestion comme directeur general. Darío Acevedo Il a fait face à plusieurs polémiques et était critiqué par des associations de victimes qui l'accusaient de négationnisme. Il avait notamment signé un accord controversé avec José Félix Lafaurie, président de la Fédération colombienne des éleveurs (FEDEGAN), pour mettre en valeur le rôle des éleveurs dans le conflit, alors que la FEDEGAN a souvent été pointéé du doigt pour le financement de groupes paramilitaires et son opposition aux réparations des victimes par la restitution des terres.